# Кумп, Марко
Марко Кумп (швед. Marko Kump, род. 9 сентября 1988 в Ново-Место, Словения) — словенский профессиональный шоссейный велогонщик, выступающий с 2017 года за команду UAE Team Emirates.

## Достижения

### Чемпионаты
| Соревнование            | 2008 | 2009 | 2010 | 2011 | 2012 | 2013 | 2014 | 2015 | 2016 |
| ----------------------- | ---- | ---- | ---- | ---- | ---- | ---- | ---- | ---- | ---- |
| Чемпионаты мира — ТТТ   | —    | —    | —    | —    | 27   | —    | —    | —    | —    |
| Чемпионаты мира — RR    | —    | —    | —    | —    | DNF  | —    | —    | DNF  | —    |
| Чемпионат Словении — RR | 11   | 8    | 7    | 19   | 2    | 9    | —    | 8    | 6    |

### Выступления
2007
1-й — Porec Trophy
2008
3-й — Porec Trophy
2009
1-й на этапе 4 — Тур Словении
1-й на этапе 3 — Тур де л'Авенир
2-й — Прага — Карловы Вары — Прага
4-й — Trofeo Zsšdi
4-й — Grand Prix Cycliste de Saguenay
1-й на этапе 1
5-й — Gran Premio della Costa Etruschi
6-й — Гран-при Крани
6-й — ZLM Tour
9-й — Istrian Spring Trophy
1-й на этапе 1
2010
1-й — Trofeo Zsšdi
1-й на этапе 4 — Settimana Internazionale di Coppi e Bartali
3-й — Хорватия — Словения
9-й — Джиро д'Фриули
2012
1-й — Banja Luka–Belgrade
1-й — Хорватия — Словения
3-й — Istrian Spring Trophy
1-й на этапе 1
1-й на этапе 1 — Szlakiem Grodów Piastowskich
4-й — Trofeo Zsšdi
2013
9-й — World Ports Classic
2015
1-й — Трофей Умага
1-й — Porec Trophy
1-й на этапе 3 — Istrian Spring Trophy
1-й — Гран-при Адриа Мобил
1-й — Хорватия — Словения
1-й — Banja Luka–Belgrade
1-й на этапе 2 — Тур Хорватии
Тур Азербайджана
1-й  Очковая классификация
1-й на этапе 1
1-й — Тур Малой Польши
1-й на этапах 1 и 2
1-й на этапе 4 — Тур Словении
Тур озера Цинхай
1-й  Очковая классификация
1-й на этапах 1, 2, 6, 9 и 12
1-й — Velothon Stockholm
4-й — Гран-при Лагуна
4-й — Гран-при Изолы
7-й — Gran Premio Industria e Commercio di Prato
2016
Тур озера Цинхай
1-й на этапах 9 и 10
2-й — Париж — Брюссель
8-й — Классика Гамбурга